# Hochschule Furtwangen
Die Hochschule Furtwangen (HFU) ist eine Fachhochschule des Landes Baden-Württemberg in Furtwangen (Hauptsitz), Freiburg, Villingen-Schwenningen, Tuttlingen und Rottweil. Die HFU gehört zum Verbund Wissenschaftsverbund Vierländerregion Bodensee. Sie ist Gründungsmitglied im 2022 errichteten Promotionsverband der Hochschulen für angewandte Wissenschaften Baden-Württemberg.
Die Angebote umfassen Gesundheitswissenschaften, Informatik, Ingenieurwissenschaften, Internationale Wirtschaft, Digitale Medien, Wirtschaftsinformatik und Wirtschaftsingenieurwesen.

## Geschichte

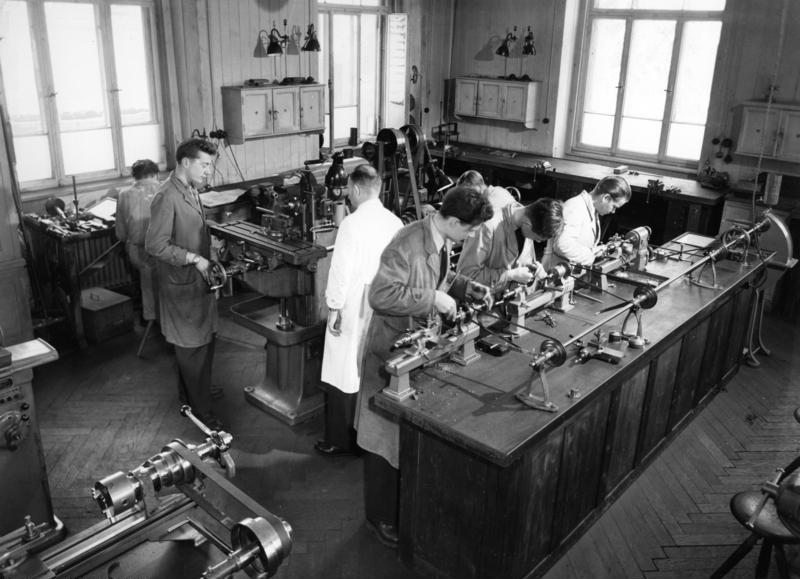
Ingenieurschule 1954

Die Hochschule Furtwangen entstand aus der ersten deutschen Uhrmacherschule in Furtwangen im Schwarzwald. Gegründet wurde die Schule im Jahr 1850 durch den Ingenieur Robert Gerwig. Das Deutsche Uhrenmuseum, die größte deutsche Uhrensammlung (von Robert Gerwig als Schausammlung gegründet), ist heute eine Abteilung der Hochschule.
Nach dem Zweiten Weltkrieg wurde die Uhrmacherschule Furtwangen in zwei Zweige aufgegliedert: eine Berufliche Schule (heute Robert-Gerwig-Schule, beherbergt bis heute die Uhrmacherschule) und die Staatliche Ingenieurschule für Feinwerktechnik, die mit Einführung der Fachhochschulen 1971 zur Fachhochschule Furtwangen (FHF) wurde. Gründungsdirektor der Ingenieurschule war Friedrich Aßmus. Nachdem sich Lehre und Forschung in Furtwangen lange Zeit auf Ingenieurwissenschaften konzentrierte, wurde das Studienangebot ab den siebziger Jahren auf die Bereiche Informatik, Wirtschaftsinformatik, Wirtschaft und Digitale Medien erweitert. Mit der Novellierung des Landeshochschulgesetz des Landes Baden-Württemberg wurde sie 1997 zunächst in „Hochschule für Technik und Wirtschaft“ und später in „Hochschule Furtwangen“ umbenannt.
Seit 1. März 2024 wird die Hochschule von Rektorin Alexandra Bormann geleitet. Sie ist Nachfolgerin von Rolf Schofer, der die HFU 18 Jahre lang führte. Sein Vorgänger war Rainer Scheithauer. Dieser wiederum übernahm das Amt 1998 von Walter Zahradnik (Amtszeit von 1985 bis 1998).

## Organisation
Das Rektorat besteht derzeit aus der Rektorin Alexandra Bormann, den Prorektoren Christoph Reich (Forschen und Nachhaltigkeit), Prorektor Hans-Georg Enkler (Lernen und Vielfalt) und der Prorektorin Ulrike Salat (Zusammenarbeit und Gesellschaft), sowie der Kanzlerin Andrea Linke.
Der Hochschulrat trägt die Verantwortung für die Entwicklung der Hochschule und schlägt Maßnahmen zur Profilbildung und Stärkung der Leistungs- und Wettbewerbsfähigkeit vor.

### Campus Furtwangen

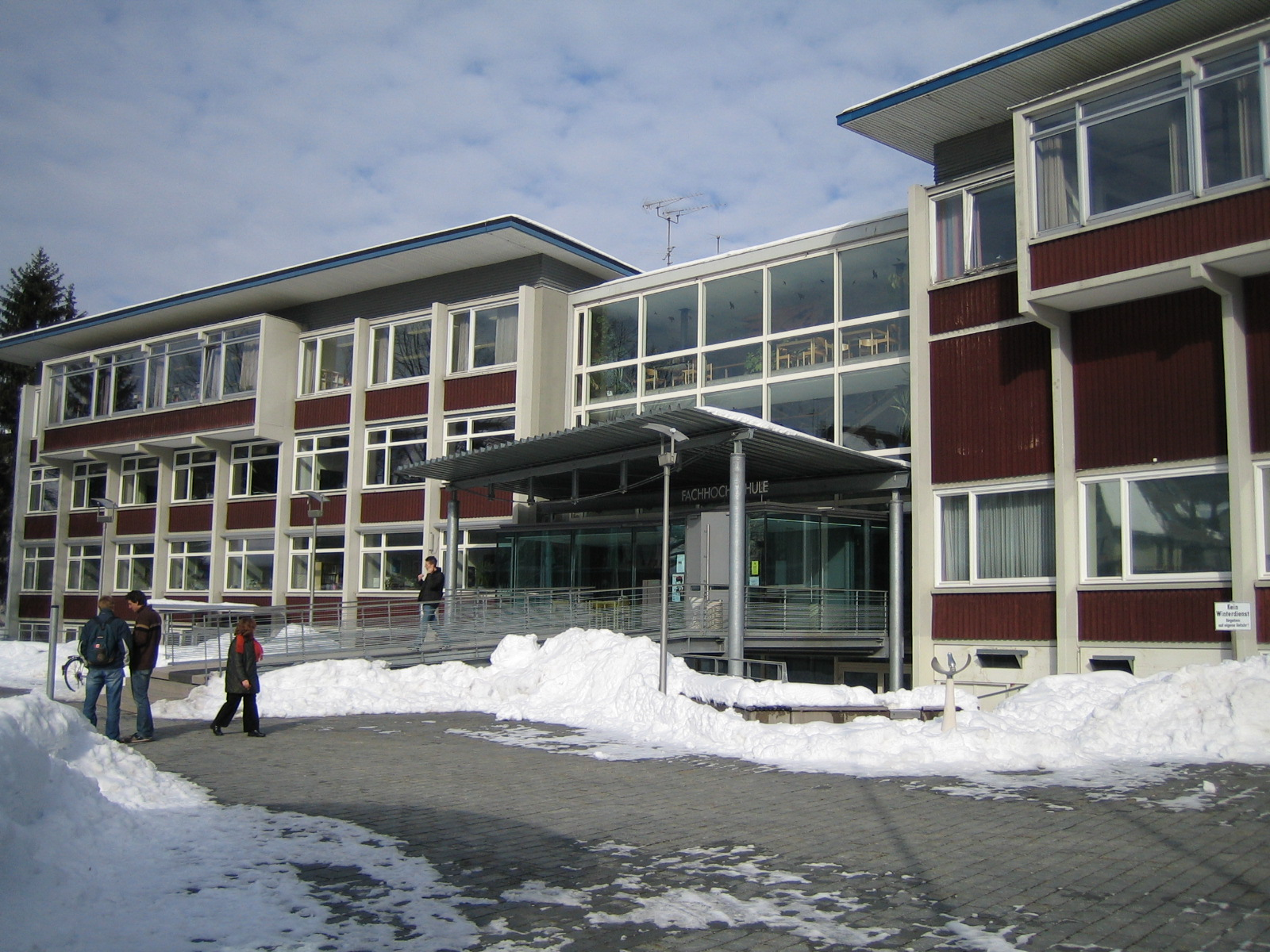
A-Bau des Campus Furtwangen

Der Campus Furtwangen ist der ursprüngliche Standort der Hochschule. Von den 4461 Studierenden der Hochschule im April 2024 studieren 2468 in Furtwangen. Vertreten sind hier die Fakultäten:
- Fakultät I: Computer Science & Applications
- Fakultät II: Engineering & Technology
- Fakultät III: Health, Medical & Life Sciences
- Fakultät IV: Business, Design & Media

Am Standort Furtwangen befindet sich auch das Rektorat.
Ebenso ist hier der Standort des Deutschen Uhrenmuseums.

### Campus Schwenningen
Steigende Nachfrage führte dazu, dass 1988 in Villingen-Schwenningen eine Außenstelle eingerichtet wurde. Auf dem Areal der ehemaligen Kienzle Uhrenfabrik befindet sich der Campus. Auf Basis der ehemaligen Produktionsstätte wurde der Campuskomplex mit zusätzlichen Gebäuden erweitert. Im April 2024 studieren hier 1601 Studenten. Vertreten sind hier die Fakultäten:
- Fakultät I: Computer Science & Applications
- Fakultät II: Engineering & Technology
- Fakultät III: Health, Medical & Life Sciences
- Fakultät IV: Business, Design & Media

### Campus Tuttlingen

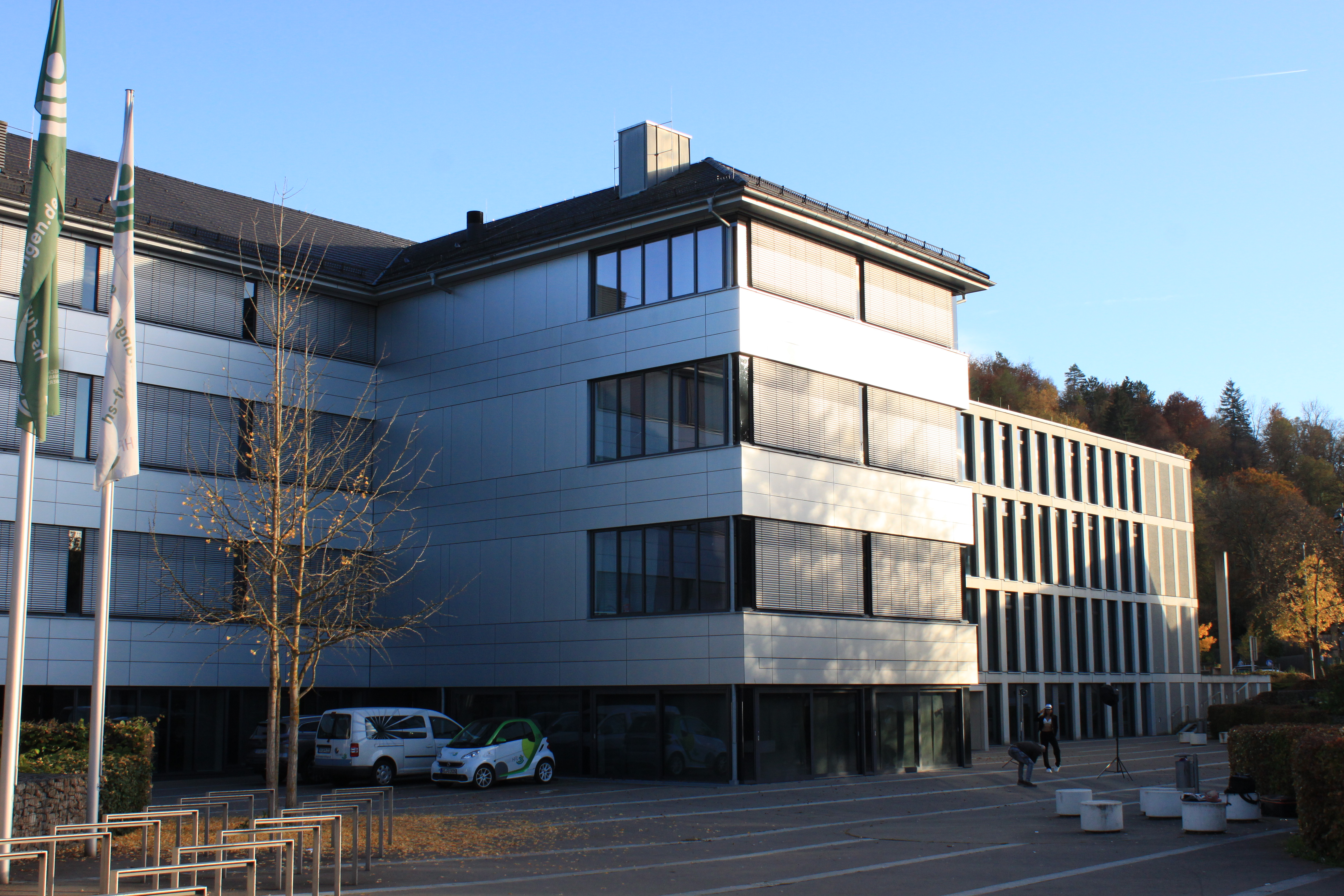
A-Bau des Campus Tuttlingen

2009 nahm der dritte Standort der Hochschule seinen Betrieb am Hochschulcampus Tuttlingen mit insgesamt 121 Studierenden auf. Die Fakultäten II und IV bilden hier Studierende in Medizintechnik, Ingenieurpsychologie, Mechatronik und Digitale Produktion sowie Angewandte Materialwissenschaften aus. Neben vier Bachelor- sind vier Master-Programme Angewandte Materialwissenschaften, Human Factors, Mechatronische Systeme und Medizintechnik - Regulatory Affairs sowie das Schnuppersemester Orientierung Technik und das Industriestudium / Studium Plus (Duale Form) am HFU-Studienstandort im Angebot. Im April 2024 sind 392 Studierende am Hochschulcampus Tuttlingen eingeschrieben.
Eine Besonderheit stellt das sogenannte „Tuttlinger Modell“, also die Kooperation zwischen Hochschule, Stadt, Landkreis und Industrie dar. Die praxisnahen, kooperativen Studiengänge werden durch über 100 heimische medizintechnische Firmen unterstützt. Ein eigens errichteter Hochschulcampus Tuttlingen Förderverein e. V. hat die Schaffung des Campus beschleunigt.
Der Campus befindet sich im ehemaligen Areal von Henke-Sass, Wolf, das in den Jahren 1906 und 1954 erbaut wurde. Der Backsteinbau wurde für über 10,5 Millionen Euro saniert und am 8. Oktober 2009 offiziell eingeweiht. Neben der Modernisierung und einer Erweiterung des Gebäudes wurde ein direkter Zugang zum ZOB geschaffen. Mögliche Erweiterungen sind das ehemalige Gebäude der Ludwig-Uhland-Realschule beziehungsweise direkt gegenüber ein weiterer Backsteinbau aus der Jugendstilzeit.
Das sogenannte Tuttlinger Konzept beinhaltet die enge Kooperation mit den Wirtschaftsunternehmen, die durch Lehrbeauftragte, Vorführungen in Firmen, Praktika und die Betreuung wissenschaftlicher Arbeiten einen permanenten Praxisbezug garantieren. Rund 100 Unternehmen aus der Region sind Mitglied im Hochschulcampus Tuttlingen Förderverein und haben so Mitspracherechte bei Gestaltung und Betrieb der Lehre. Insgesamt gibt es eine jährliche finanzielle Unterstützung von 2,5 Millionen Euro von Seiten der Wirtschaft, der Landkreis steuert 200.000 Euro zu. Der Slogan des Campus lautet „Powered by Industry“.

### Studienzentrum Freiburg
Mit dem Studiengang Physiotherapie wurde im Dezember 2016 das neue Studienzentrum in Freiburg bezogen, an dem ein Teil der Physiotherapie-Ausbildung stattfinden wird. Das Studienzentrum liegt in der Konrad-Goldmann-Straße 7 im Freiburger Stadtteil Wiehre und ist mit öffentlichen Verkehrsmitteln gut erreichbar.
Im ersten und zweiten Obergeschoss befinden sich sowohl Unterrichtsräume als auch Büros der Mitarbeiterinnen und Mitarbeiter. Eine Erweiterung der Räumlichkeiten im gleichen Gebäude ist bereits in Planung.

### Forschungszentrum Rottweil
Das Forschungszentrum Rottweil wurde im März 2016 eröffnet. Zunächst als reines Forschungszentrum mit Laboren geplant, wird seit Wintersemester 2023 dort auch der Weiterbildungs-Master auch als Studienzentrum angeboten.
Das Studienzentrum befindet sich in Räumen der ehemaligen Pulverfabrik Rottweil, einem Ort, der schon zur Zeit des Dreißigjährigen Krieges mehrere Pulvermühlen beherbergte. Hier betreibt die Fakultät II: Engineering & Technology Forschung zu Plasma-Beschichtungstechnologien und eine Halle für den Bereich Maschinenbau und Digitalisierung im Gerätebau und Produktionstechnik („Industrie 4.0“) mit Robotern, Automatisierungstechnik und Simulation.
Neben der Hochschulforschung mit zum Teil internationalen Forschungsprojekten aus dem Bereich der Beschichtungen für die Medizintechnik, finden Praktika für Studierende der Masterstudiengänge Mikromedizintechnik, Advanced Precision Engineering und Technical Physician statt. Zusätzlich zu den Praktika stehen die Anlagen und Geräte des Studienzentrums für Studierende der Bachelorstudiengänge für Studienarbeiten, Projektpraktika und Bachelorthesen zur Verfügung.
Seit Oktober 2023 wird der kostenpflichtige englischsprachige Masterstudiengang „Engineering and Business Management“ mit 15 Studienplätze in Rottweil angeboten.

## Studienbereiche und Studiengänge
Seit dem Wintersemester 2001/2002 ist das gesamte Studienangebot auf Bachelor und Master umgestellt, entsprechend dem Bologna-Prozess. Die Hochschule bietet Studiengänge in neun Fakultäten an. Innerhalb von sieben Semestern kann ein erster berufsqualifizierender Bachelorabschluss erworben werden, der den Absolventen einen erfolgreichen Berufseinstieg ermöglicht.
Darin enthalten sind, je nach Studiengang, mindestens ein oder mehrere Praxissemester in Unternehmen aus Wirtschaft und Industrie oder in kooperierenden Gesundheitseinrichtungen und Kliniken. Geprägt wird die Erlangung des akademischen Grades mit einer wissenschaftlichen Studienabschlussarbeit.
Fakultät I – Computer Science & Applications
Bachelor
- Allgemeine Informatik (B.Sc.)
- Artificial Intelligence and Robotics (B.Sc.)
- Games & Immersive Media (B.Sc.)
- IT-Sicherheit und Cyber Security (B.Sc.)
- IT-Produktmanagement (B.Sc.)
- Medieninformatik (B.Sc.)
- Wirtschaftsinformatik - Business Data Science (B.Sc.)
- Wirtschaftsinformatik - Digital Business and eCommerce (B.Sc.)
- Wirtschaftsinformatik - International Business Information Systems (B.Sc.)
- Wirtschaftsingenieur – Engineering Management (B.Eng)
- Wirtschaftsingenieur - Marketing und Vertrieb (B.Sc.)
- Wirtschaftsingenieur - Product Engineering (B.Eng.)

Master
- Artificial Intelligence and Data Science for Digital Business Management (M.Sc.)
- Business Application Architectures (M.Sc.)
- Business Consulting (M.Sc.)

- Informatik (M.Sc.)
- Innovation Engineering (M.Sc.)
- Mobile Systeme (M.Sc.)
- Medieninformatik (M.Sc.)
- Precision Manufacturing and Management (M.Sc.)
- Wirtschaftsingenieur - Sales & Service Engineering (MBA)

Fakultät II – Engineering & Technology
Vorstudium Orientierung Technik (Zertifikat)
Bachelor
- Angewandte Biologie (B.Sc.)
- Angewandte Materialwissenschaften (B.Sc.)

- Elektrotechnik in Anwendungen (B.Sc.)
- Ingenieurpsychologie (B.Sc.)
- Information Communication Systems (B.Sc.)
- International Engineering (B.Sc.)
- Maschinenbau und Mechatronik (B.Sc.)
- Mechatronik und Digitale Produktion (B.Sc.)
- Medizintechnik – Klinische Technologien (B.Sc.)
- Medizintechnik – Technologien und Entwicklungsprozesse (B.Sc.)
- Wirtschaftsingenieur - Marketing und Vertrieb (B.Sc.)
- Wirtschaftsingenieur - Product Engineering (B.Eng.)

Master
- Advanced Precision Engineering (M.Sc.)
- Angewandte Materialwissenschaften (M.Sc.)
- Biomedical Engineering (M.Sc.)
- Engineering and Business Management (M.Sc.)
- Human Factors (M.Sc.)
- Innovation Engineering (M.Sc.)
- Mechatronische Systeme (M.Sc.)
- Medizintechnik - Regulatory Affairs (M.Sc.)
- Mikromedizintechnik (M.Sc.)
- Smart Systems (M.Sc.)
- Technical Physician (M.Sc.)

Fakultät III – Health, Medical & Life Sciences
Bachelor
- Angewandte Biologie (B.Sc.)
- Angewandte Gesundheitswissenschaften (B.Sc.)
- Hebammenwissenschaft (B.Sc.)
- Medizintechnik – Klinische Technologien (B.Sc.)
- Molekulare und Technische Medizin (B.Sc.)
- Physician Assistant (B.Sc.)
- Physiotherapie (B.Sc.)
- Physiotherapie Plus (B.Sc.)
- Security & Safety Engineering (B.Sc.)

Master
- Angewandte Gesundheitsförderung (M.Sc.)
- Biomedical Engineering (M.Sc.)
- Interdisziplinäre Gesundheitsförderung (M.Sc.)
- Precision Medicine Diagnostics (M.Sc.)
- Risikoingenieurwesen (M.Sc.)
- Technical Physician (M.Sc.)

Fakultät IV – Business, Design & Media
Bachelor
- Angewandte Wirtschaftsrecht (LLB)
- Business Management and Psychology (B.A.)
- Games & Immersive Media (B.A.)
- Internationale Betriebswirtschaft (B.A.)
- International Business Management (B.A.)
- International Engineering (B.Sc.)
- Medienkonzeption (B.A.)
- Musikdesign (B.Mus.) (Angebot der Musikhochschule Trossingen mit der HFU)
- OnlineMedien (B.Sc.)

Master
- Design Interaktiver Medien (M.A.)
- Executive Master of International Business Management (MBA)
- International Management (M.Sc.)
- International Business Management (MBA)
- Medieninformatik (M.Sc.)

### Weiterbildung
Die HFU ist seit 1996 in der wissenschaftlichen Weiterbildung aktiv und bietet damit einige Programme für Berufstätige und Unternehmen an. Aktuell gibt es zwölf weiterbildende Studiengänge (v. a. im Master-Bereich) sowie rund 20 kürzere und kompaktere Kurse und Programme mit Zertifikatsabschlüssen der HFU an.
Historisch wurde die HFU Weiterbildung unter dem Namen tele-akademie gegründet und bot Online-Kurse aus den Bereichen Medien, Informatik und Wirtschaft an. Seit 2010 erweiterte sie ihr Angebot um Präsenzweiterbildungen und bündelte ihre Weiterbildungsaktivitäten in der HFU Akademie.
Die HFU Akademie bietet Weiterbildungsveranstaltungen an, die nach ersten Berufserfahrungen die Weiterqualifikation ermöglichen. Die angebotenen Themen orientieren sich an dem Profil der Hochschule und sind den Bereichen Informatik, Technik, Wirtschaft, Digitale Medien, Gesundheit und Schlüsselqualifikationen zuzuordnen. Das Spektrum der Angebotsformen reicht von ein- oder mehrtägigen Seminaren und Workshops über Online und Blended-Learning bis hin zu Offenen Angeboten oder Inhouse-Trainings.

### Internationale Orientierung
Studierende haben die Möglichkeit an einer der 140 Partnerhochschulen weltweit zu studieren. Auslandsaufenthalte und Praktika sind ein fester Bestandteil des Studiums an der HFU. Durch zahlreiche Aktivitäten in internationalen Teams mit spannenden Aufgabenstellungen und Projekten erleben die Studierenden Teamgeist und verbessern ihre interkulturelle Kompetenz. Darüber hinaus finden in vielen Studiengängen zahlreiche Lehrveranstaltungen in kleinen, multinationalen Gruppen statt.
Im Winter 2018 beschlossen die Hochschule Furtwangen, HFU, und die Lakehead University eine weitreichende Zusammenarbeit. Für die HFU ist dies bereits die dritte Partnerschaft in Kanada, die mit der University of New Brunswick und der University of Prince Edward Island bereits Bestand hat. Michael Lederer, der damalige Prorektor für Internationales und Weiterbildung der HFU, und Rüdiger Kukral vom „Furtwangen Internship Placement Service“ FIPS unterzeichneten den Kooperationsvertrag; Lakehead-Präsidentin Moira McPherson stattete im Sommer 2019 einen Gegenbesuch ab.
Um Studierende optimal auf ihren Eintritt in den Arbeitsmarkt vorzubereiten und ihnen beste Chancen zu verschaffen, weitet die Hochschule Furtwangen ihr Angebot an bilingualen Studienabschlüssen immer weiter aus. Neben den fachlichen Inhalten erarbeiten sich Studierende dabei auch das europäische Sprachniveau „C1“ – mit dem Besuch von Vorlesungen in beiden Sprachen, mit Praktika und Studiensemestern im Ausland oder Thesisarbeiten in der Fremdsprache.

## Auszeichnungen
- Dezember 2014: Der Masterstudiengang International Management der Fakultät Wirtschaft wird durch die Zeitschrift Zeit Campus bewertet und landet dabei in der besten Kategorie.
- Juli 2014: Die Bibliotheken der Hochschule Furtwangen erhalten zum zweiten Mal in Folge vier von vier Sternen im Bibliotheksindex „BIX“ des deutschen Bibliotheksverbands.
- Mai 2013: Die Studiengänge des Campus Tuttlingen erhalten im CHE-Ranking für die Ingenieurwissenschaften im „Bachelor Praxis Check“ die volle Punktzahl und die Note 1,2 für die Ausstattung der Praxislabore.
- Mai 2013: Die HFU erhält die ACQUIN Systemakkreditierung. Damit ist sie aus dem Bereich der staatlichen Fachhochschulen/Hochschulen für Angewandte Wissenschaften in ihrem Hochschultyp die zweite bundesweit.
- November 2009: Auszeichnung „e-quality“ für exzellente Betreuung ausländischer Studierender (ERASMUS Programm)
- August 2008: Zertifikat „familiengerechte Hochschule“
- November 2008: Beste Bibliothek Deutschlands beim Bibliotheksranking Bix, Kategorie Nutzung
- Juni 2008: Im Wirtschaftswoche-Uni-Ranking sichert sich die Fachrichtung Wirtschaftsinformatik den ersten und die Fachrichtung Informatik den zweiten Platz. Rund 5.000 Personal- und Rekrutierungsbeauftragte wurden befragt, wo Absolventen am besten auf ihren Job und ihre Karriere vorbereitet werden.
- Mai 2008: Beim CHE-Hochschulranking (Centrum für Hochschulentwicklung) nehmen die neu bewerteten Fächer Internationale Betriebswirtschaft, Medieninformatik und OnlineMedien, Wirtschaftsinformatik und WirtschaftsNetze (eBusiness) sowie Product Engineering / Wirtschaftsingenieurwesen Spitzenplätze ein.
- März 2008: Zum zweiten Mal 5-Sterne (höchste Auszeichnung) für die Studiengänge International Business Management und Internationale Betriebswirtschaft der Fakultät Wirtschaft im Bachelor-Rating des CHE und des Arbeitskreises Personalmarketing (dapm) unter besonderer Berücksichtigung der Beschäftigungsbefähigung.
- Preis für die exzellente Betreuung ausländischer Studierender des Auswärtigen Amtes (2006).

## Rankings
Die Hochschule Furtwangen schneidet im Hochschulranking des Centrums für Hochschulentwicklung CHE kontinuierlich gut ab und zählt schon seit Jahren zur Spitzengruppe in Deutschland. Die Studiengänge in den Bereichen Informatik, Wirtschaft, Wirtschaftsinformatik, Wirtschaftsingenieurwesen und Digitale Medien wurden in den Hochschulrankings von CHE, Manager Magazin und Wirtschaftswoche ausgezeichnet.
Als einzige Hochschule für Angewandte Wissenschaften in Deutschland ist die Hochschule Furtwangen von der Plattform Edarabia.com 2021 unter die TOP 15 der deutschen Hochschulen für internationale Studierende gewählt worden. An sechster Stelle wird die HFU aufgeführt und für die Verknüpfung von praktischer Anwendung und Innovation sowie für die herausragende Qualität ihrer Studiengänge gelobt.

## Persönlichkeiten

### Rektoren
Ingenieurschule (1947–1971)
- 1947 bis 1961: Friedrich Aßmus
- 1961 bis 1968: Julius Lehmann
- 1968 bis 1970: Heinz-Otto Moldenhauer
- 1970 bis 1971: Helmuth Kainer (1924–2018)

Fachhochschule (ab 1971)
- 1971 bis 1977: Helmuth Kainer
- 1977 bis 1983: Johann Löhn (* 1936), Professor für Informatik, danach Vorstandsvorsitzender der Steinbeis-Stiftung (1983–2004) und Regierungsbeauftragter für Technologietransfer in Baden-Württemberg sowie Präsident der Steinbeis-Hochschule Berlin seit 1998
- 1983 bis 1985: Gerhard Dinius
- 1985 bis 1998: Walter Zahradnik, deutscher Ingenieur-Informatiker
- 1999 bis 2005: Rainer Scheithauer (1953–2005), deutscher Regelungs- und Nachrichtentechniker
- 2006 bis 2024: Rolf Schofer (* 1954), deutscher Mathematiker
- seit 2024: Alexandra Bormann

### Bekannte Professoren
- Rainer Bischoff (* 1942), Professor für Wirtschaftsinformatik
- Gert Böhme (1930–1994), Professor für Informatik
- Manfred Bues, Professor für Wirtschaftsinformatik
- Jirka Dell’Oro-Friedl (* 1965), Professor für Gamedesign
- Helmut Dersch, Professor für Physik, Mathematik und Informatik, entwickelte Panorama Tools (PanoTools)[17][18]
- Ullrich Dittler (* 1968), Professor für Interaktive Medien
- Markus Egert (* 1972), Professor für Mikrobiologie
- Andreas Fath (* 1965), Professor für Chemie (Projekt Rheines Wasser)[19]
- Eduard Heindl (* 1961), Professor für Wirtschaftsinformatik, E-Business, Online-Marketing[20][21]
- Gerrit Horstmeier (* 1958), Professor für Wirtschaftsrecht, Konfliktmanagement, Master of Mediation (MM), Ethikbeauftragter der HFU
- Helmuth Kainer (1924–2018), Professor und erster Rektor (1971–1977)[22]
- Johann Löhn (* 1936), Professor für Informatik und ehemaliger Rektor (1977–1983), danach Vorstandsvorsitzender der Steinbeis-Stiftung (1983–2004) und Regierungsbeauftragter für Technologietransfer in Baden-Württemberg sowie Präsident der Steinbeis-Hochschule Berlin seit 1998
- Kai-Markus Müller (* 1976), Professor of Consumer Behavior
- Burkhardt Müller-Markmann (1950–2011), Professor für Volkswirtschaftslehre und Unternehmenssimulation
- Hans-Volker Niemeier (* 1940), Professor am Fachbereich Allgemeine Informatik
- Rainer Scheithauer (1953–2005), Professor für Nachrichtentechnik und ehemaliger Rektor (1999–2005)
- Stefan Selke (* 1967), Professor für Soziologie
- Fritz Steimer (* 1947), Professor für Digitale Medien
- Peter Strobach (* 1955), Professor für Elektrotechnik, Systemtheorie und Nachrichtentechnik
- Armin Trost (* 1966), Professor of Organizational Psychology

### Ehrensenatoren
- 1978 – Hans Frank (Landtag Baden-Württemberg, Bürgermeister von Furtwangen a. D.)
- 1980 – Hans Schmidt (Schmidt Feintechnik GmbH)
- 1985 – Erwin Teufel (Ministerpräsident a. D.)
- 1987 – Albert Keck (VDO Adolf Schindling AG)
- 2009 – Thomas Jauch (Jauch Firmengruppe)
- 2009 – Rudolf Kastner (EGT AG)
- 2013 – Guido Wolf (Landtag Baden-Württemberg)

### Bekannte Absolventen
- Benedikt Doll (* 1990), deutscher Biathlet und zweifacher Bronzemedaillen-Sieger bei den Olympischen Winterspielen 2018 Pyeongchang
- Axel Harries (* 1964), 800-m-Läufer und CEO (Mercedes-Benz GmbH)
- Georg Hettich (* 1978), Nordischer Kombinierer und Olympiasieger
- Frank Riemensperger (* 1962), Vorsitzender der Geschäftsführung von Accenture Deutschland

### Bekannte Studierende
- David List (* 1999), mehrfacher deutscher Meister im Mountainbike XCO, Student Fakultät Wirtschaftsinformatik
- Corina Druml (* 1999), österreichische Vize-Staatsmeisterin Cross-Country Eliminator (XCE (Sprint))

## Alumni
- Die Fördergesellschaft der Hochschule Furtwangen e. V. unterstützt die Hochschule und insbesondere den Aufbau einer zentralen Alumni-Organisation an der Hochschule.
- IB Alumni Association e. V. – Absolventen der Fakultät Wirtschaft.
- Von der Hochschule unabhängige Alumni-Gruppe für den Studiengang „Allgemeine Informatik“ bzw. der Fakultät „Informatik“.